# Cyphomyia dispar
Cyphomyia dispar är en tvåvingeart som beskrevs av Ignaz Rudolph Schiner 1868. Cyphomyia dispar ingår i släktet Cyphomyia och familjen vapenflugor.
Artens utbredningsområde är Colombia. Inga underarter finns listade i Catalogue of Life.